# Орден Светог деспота Стефана Лазаревића
Орден Светог деспота Стефана Лазаревића је једностепено одликовање које додељује Свети архијерејски синод Српске православне цркве, домаћим и страним држављанима за науку, културу, књижевност, преводилаштво и хуманистичке науке.
Орден носи име деспота Стефана Лазаревића, српског кнеза (1389—1402) и деспота (1402—1427), кога Српска православна црква прославља као Светог Стефана, деспота српског.
Установљен је на заседању Светог архијерејског сабора Српске православне цркве 2010. године.

## Одликовани
- Културно-уметничко друштво "АБРАШЕВИЋ" из Београда (12.06.2024.) [1]
- Снежана Жујић, диригенткиња хора "Свети Јован Крститељ" из Бачке Паланке (14.10.2023)[2]
- Драган Вукић, дугогодишњи управник Доброчинства, поклоничке агенције Српске православне цркве (23. јун 2022)[3]
- Јован Мирковић, историчар, постхумно (10. септембар 2021)[4]
- Живорад Ајдачић, књижевник и режисер (9. јул 2020)[5]
- Благоје Баковић, песник (28. август 2016)[6]
- Емир Кустурица, филмски редитељ, сценариста, музичар, градитељ и књижевник (12.5.2016.) добитник ордена Светог деспота Стефана Лазаревића
- Томо Р. Бабовић, продуцент, креативни директор и композитор (6.5.2016.) добитник ордена Светог деспота Стефана Лазаревића
- Милован Витезовић, књижевник (22. фебруар 2012)[7]
- Миодраг Вујовић, новинар и књижевник (22. фебруар 2012)[7]
- Галерија Матице српске (16. новембар 2019)[8]
- Милош Ернаут, новинар емисије "Православље" Радио-телевизије Републике Српске (30. јул 2017)[9]
- Никита Михалков, руски редитељ, сценариста, продуцент и глумац (13. мај 2016)[10]
- Селимир Радуловић, управнику Библиотеке Матице српске (16. новембар 2019)[11]
- др Драган Станић (Иван Негришорац), председник Матице српске (16. новембар 2019)[11]
- Љиљана Хабјановић Ђуровић, књижевница (25. новембар 2016)[12]
- Хор Саборне цркве Светог архангела Михаила у Београду (13. јануар 2015)[13]